# Paolo Armaroli
Paolo Armaroli (Roma, 17 ottobre 1940) è un politico italiano.

## Biografia
Assistente universitario di Diritto parlamentare a Firenze nella cattedra di Silvano Tosi , è quindi docente ordinario di Diritto pubblico comparato alla Facoltà di Scienze politiche dell’Università di Genova, dove ha insegnato per molti anni anche Diritto parlamentare.
Nel 1996 è stato eletto deputato alla Camera in Liguria, nella lista di Alleanza Nazionale ed è stato capogruppo del suo partito nella commissione Affari costituzionali, fino al 2001.
È stato il promotore del ricorso alla Suprema Corte contro la maxi-decurtazione dei vitalizi dei politici. Ha collaborato con Il Tempo, il Corriere della Sera, Il Messaggero, Il Giornale e Il Dubbio. Fa parte del comitato scientifico della fondazione Magna Carta .

## Opere
- I senatori a vita visti da vicino. Da Andreotti a Segre, da Fanfani a Spadolini. Edizioni La Vela, 2023
- Effetto Draghi. La metamorfosi di una Repubblica, Edizioni La Vela, 2021
- Conte e Mattarella. Sul palcoscenico e dietro le quinte del Quirinale, Edizioni La Vela, 2020
- Lo strano caso di Fini e il suo doppio nell'Italia che cambia. Tutte le anomalie della XVI Legislatura e oltre, edizioni Mauro Pagliai Editore, 2013
- Grazia a Sofri? Un intrigo costituzionale, edizioni Rubbettino, 2006
- L'introvabile governabilità. Le strategie istituzionali dei partiti dalla Costituente alla commissione Bozzi, edizioni CEDAM, 1986
- L'elezione del Presidente della Repubblica in Italia, edizioni CEDAM, 1977
- Gli statuti delle Regioni", edizioni Sansoni, 1971